# Samuel Z. Arkoff
Samuel Zachary Arkoff (ur. 12 czerwca 1918 w Fort Dodge, zm. 16 września 2001 w Burbanku) – amerykański producent filmów klasy B. Posiada swoją gwiazdę na Hollywoodzkiej Alei Gwiazd.
2 kwietnia 1954 razem z Jamesa H. Nicholsonem założyli wytwórnię filmów American Releasing Corporation (ARC), później przemianowaną na American International Pictures (AIP). Przedsiębiorstwo sprzedano w 1979 firmie Filmways.

## Wybrana filmografia
- 1961: Studnia i wahadło
- 1963: Kruk
- 1963: Nawiedzony pałac
- 1965: Giń, stworze, giń!
- 1966: Duch w niewidzialnym bikini
- 1970: Horror w Dunwich
- 1971: Odrażający dr Phibes
- 1972: Wagon towarowy Bertha
- 1972: Blacula
- 1972: Dr Phibes powraca
- 1974: W kręgu szaleństwa
- 1976: The Town That Dreaded Sundown
- 1977: Wyspa doktora Moreau
- 1979: Amityville Horror
- 1980: W przebraniu mordercy
- 1999: Nawiedzony